# Harpalus rufipes
Espèce
Synonymes
- Carabus pubescens O.F. Müller, 1776[2]
- Carabus ruficornis Fabricius, 1775[2]
- Harpalus rufipes (De Geer, 1774)[2]
- Pseudoophonus pubescens (O.F. Müller, 1776)[3]
- Pseudoophonus rufipes (De Geer, 1774) (préféré par BioLib)[2]
- Pseudopledrus rufipes[2]

Harpalus rufipes, communément appelé Harpale du fraisier, est une espèce d'insectes coléoptères de la famille des Carabidae. Sa larve et son adulte sont des prédateurs de fraisiers.

## Description
Harpalus rufipes mesure environ 15 mm de longueur et présente une teinte noire légèrement brunâtre.

## Comportement
Ces insectes hivernent dans le sol. Durant leur période d’activité, ils se nourrissent la nuit, rongeant des graines (pins, mélèzes, épicéas…), des caryopses (blé…) ou des akènes (fraisiers…), et se dissimulent le jour.